# Лапаррукьяль
Лапаррукья́ль (фр. Laparrouquial, окс. La Parroquial) — коммуна во Франции, находится в регионе Юг — Пиренеи. Департамент — Тарн. Входит в состав кантона Кармо-2 Валле-дю-Серу. Округ коммуны — Альби.
Код INSEE коммуны — 81135.

## География

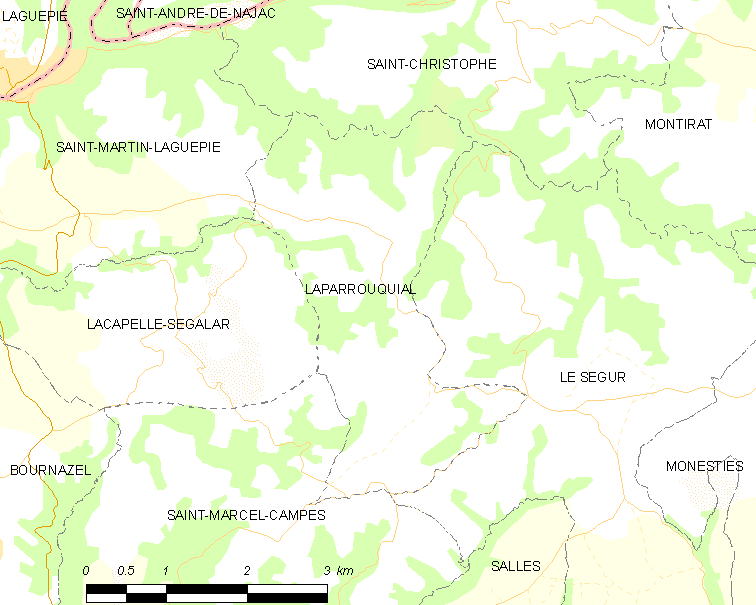
Карта коммуны

Коммуна расположена приблизительно в 530 км к югу от Парижа, в 75 км северо-восточнее Тулузы, в 23 км к северо-западу от Альби.

## Климат
Климат умеренно-океанический. Зима мягкая и дождливая, лето жаркое с частыми грозами. Ветры довольно редки.

## Население
Население коммуны на 2010 год составляло 103 человека.
| 1962 | 1968 | 1975 | 1982 | 1990 | 1999 | 2010 |
| ---- | ---- | ---- | ---- | ---- | ---- | ---- |
| 161  | 140  | 106  | 103  | 104  | 109  | 103  |

## Администрация
| Период | Период | Фамилия     | Партия | Примечания |
| ------ | ------ | ----------- | ------ | ---------- |
| 1983   | 2014   | Клод Лупья  |        |            |
| 2014   | 2020   | Симон Кузен |        |            |

## Экономика
В 2007 году среди 67 человек в трудоспособном возрасте (15—64 лет) 49 были экономически активными, 18 — неактивными (показатель активности — 73,1 %, в 1999 году было 81,0 %). С 49 активных работали 45 человек (23 мужчины и 22 женщины), безработных было 4 (2 мужчин и 2 женщины). Среди 18 неактивных 7 человек были учениками или студентами, 6 — пенсионерами, 5 были неактивными по другим причинам.